# Rudolph Wilhelm Dahmen von Buchholz
Rudolph Wilhelm Dahmen von Buchholz (Den Haag, 30 december 1889 – Leersum, 1 september 1967) was een Nederlands fascist en nationaalsocialist.

## Leven en werk
Na in Alkmaar de Cadettenschool en in Breda de Koninklijke Militaire Academie te hebben gevolgd, werd Dahmen von Buchholz op 21 juli 1912 benoemd tot tweede luitenant der artillerie. Vier jaar later volgde zijn promotie tot eerste luitenant. In deze jaren maakte hij enige naam op sportgebied; hij was een der meest bekende Nederlandse schermers. Eind 1924 werd hem op eigen verzoek per 1 mei 1925 eervol ontslag uit de krijgsdienst verleend, na een conflict met de directeur van de Hogere Krijgsschool te Den Haag. In de periode 1927-1938 was hij achtereenvolgens werkzaam bij Philips te Eindhoven en daarna als rijksambtenaar.
In 1924 sloot hij zich aan bij het Verbond van Actualisten, waar hij rond 1925 de functie van lid van de Centrale Raad (bestuurslid) bekleedde. Vervolgens was hij secretaris van het Vaderlandsch Verbond. In jaren dertig was hij lid van het Nieuw Verbond van Nationalisten en aansluitend van de Corporatieve Concentratie. 

### Tweede Wereldoorlog
Na 1940 was hij enige tijd lid van de NSNAP, alvorens lid van de NSB te worden.
In 1941 verscheen bij De Amsterdamsche Keurkamer van zijn hand een brochure, gericht tegen de Vrijmetselarij: De volksontbindende invloed der vrijmetselarij.
Op 1 maart 1942 werd hij benoemd tot commissaris van politie te Amsterdam en op 1 juni 1942 werd hij belast met de leiding van het zogeheten 11e Bureau Joodsche Zaken, dat zich bezighield met het opsporen en laten deporteren van (veelal ondergedoken) Joden. Later ging deze afdeling over naar de SD en werd Dahmen von Buchholz de militaire vorming van de politie opgedragen. Hij was lid van het Rechtsfront en begunstigend lid van de Nederlandsche SS.
Loe de Jong velt in zijn Het Koninkrijk der Nederlanden in de Tweede Wereldoorlog een hard oordeel over Dahmen von Buchholz, als hij hem omschrijft als een antisemitische alcoholist die eigendommen van gedeporteerde Joden had gestolen. 

### Na de oorlog
Na 1945 werd Dahmen von Buchholz veroordeeld tot een levenslange gevangenisstraf, die later werd omgezet in twintig jaar.

## Privé
Hij is de vader van kinderboekenschrijfster Tonny Vos-Dahmen von Buchholz.
 Portaal: Fascisme en nationaalsocialisme in Nederland · Fascisme · Nationaalsocialisme